# Stettiner Kunstturnen
Das Stettiner Kunstturnen war ein bedeutender deutscher Turnwettkampf.

## Geschichte
Es fand jedes Jahr im Herbst statt und versammelte die besten Kunstturner Deutschlands. 
Das 9. Kunstturnen am 3. Dezember 1933 brachte den Einzelsieg von Hans Pludra und den Mannschaftserfolg des Turnverein Mannheim 1846, der damit den Wanderpreis der Stadt Stettin endgültig erringen konnte.
Das 11. Kunstturnen 1935 wurde als Olympiaprüfungsturnen für die Olympischen Sommerspiele 1936 durchgeführt.
Das 13. Kunstturnen am 5. Dezember 1937 sollte unter Mitwirkung des Olympiasiegers Willi Stadel stattfinden.